# Arhitektura secesije u Istri
Arhitektura secesije u Istri, zbirni naziv za arhitektonsko i urbanističko stvaralaštvo u Istri na prijelazu 19. u 20. stoljeće.

## Uvod
Secesija se u Istri javlja vrlo rano, početkom 20. stoljeća. Riječ je prvenstveno o arhitekturi koja se još uvijek koristi eklektičnim jezikom arhitekture historicizma, ali uz sve veću pročišćenost na zidnome plaštu te korištenje novih dekorativnih motiva secesije. U Istri se novi stil pojavio kao varijanta bečke secesije, a istovremeno je vidljiv i utjecaj talijanskog liberty stila. Novi izraz secesije uglavnom se veže uz rezidencijalni tip građevina i to u većim gradovima. Čini se da se novom jeziku arhitekture, koji se izrazito opirao tradicionalnom tipu gradnje, jedino nisu suprotstavili veći gradovi koji su tada uživali status metropole poput Pule ili turističkog središta poput Opatije, Lovrana i Brijuna. Osim dekorativnih odlika secesije unutrašnja organizacija prostora građevina bitno se promijenila. Dok je tradicionalno uređenje, koje proizlazi iz baroknih koncepcija, težilo sažimanju svih jedinica prema centralnom prostoru, secesija prelazi na sustav niza prostornih jedinica.

## Secesija u Puli
Hotel Riviera (1908.) primjer je varijante barokne historicističke arhitekture s primjesama novog stila secesije. Ono što ovu zgradu povezuje sa secesijom jest dekoracija poput antropomorfnih motiva, stupova četvrtastog presjeka ulaznog trijema koji završavaju stiliziranom varijantom jonskih voluta. 
Izgrađene u periodu od 1906. godine pa do kraja prvog desetljeća 20. stoljeća, rezidencijalne vile Münz u Kolodvorskoj ulici, nazvane po investitoru Jakobu Ludwigu Münzu, svojim se volumenom također nastavljaju na već poznati arhitektonski ustroj. Nov je način interpretacije tradicionalne dekoracije. Bogatstvo florealnih motiva, stiliziranih plošnih konzola s dentima ispod prozora, medaljona, snažnog astragala na završnom vijencu, vertikalnih biljnih ukrasa stupova, pojednostavljenih girlanda svjedoči o novome pristupu dekoraciji. Vilu Münz u Kolodvorskoj ulici broj 10, koju je izgradio je bečki arhitekt Johann Pokorny, ističe se, osim po već spomenutim dekorativnim obilježjima, dubokim loggiama, prizemljem s rustikom i mansardno uvučenoj etaži. Zgradu određuje i monumentalni portal te ograda ukrašena secesijskim vegetabilnim motivima. Zgrada u Kolodvorskoj 12 djelo je arhitekta Rudolfa Krischana. Pročelje zgrade definirano je „zaobljenim dijelom pročelja s trostrukim otvorima i polukružnim balkonskim otvorima“ te geometriziranom dekoracijom. Tripartitni vertikalni otvori karakteristični su za razdoblje secesije. Osim u arhitektonskom pogledu, vile su i „vrhunska ostvarenja u mikro-urbanističkom smislu“ s obzirom na to da formiraju periferno područje ondašnjeg grada.
Današnji Filozofski fakultet u Puli, a nekada zgrada Pokrajinskog ženskog liceja (1902.) primjer je poznatog modela strogog, središnjeg volumena s dva bočna krila, obogaćen dekoracijom prepunom florealnih motiva, grbova, te alegorija. Cjelovitost ove monumentalne građevine postiže se jedino ako je smjestimo u kontekst uređenog parka „ograđenog elegantnom željeznom ogradom na visokom zidanom postolju te monumentalnim portalom“. Na često zaboravljenoj zgradi bivšeg Kina Istre, na jednostavnom volumenu određenom s četiri prozorske osi nalazimo secesijsku dekoraciju. Prozorske osi omeđene su voluminoznim vertikalnim astragalom, a među prozorskom otvorima nalazi se reducirana geometrijska dekoracija. Zgrada je na vrhu okrunjena željeznom ogradom stiliziranih oblika.
Radikalan odmak od tradicijskog poimanja arhitekture vidljiv je na Villi Wolff iz 1913. godine. Osim što se ističe skulpturom vuka na samome pročelju, novina zidnog plašta postignuta je „stiliziranom ornamentikom te slobodnim usuglašavanjem puristički tretiranih volumena, u čemu otkrivamo gotovo modernističko promišljanje autora projekta“. Obilježja secesije u najreprezentativnijem smislu pokazuju još i vile Mendelein i Leschanowsky.

## Liburnijska rivijera
Lovranske rezidencijalne vile početkom stoljeća okreću se secesiji i to ponajviše u djelima arhitekta Attilia Maguola (1859. – 1932.). Primjena fitomorfnih i geometrijskih dekorativnih motiva, rastvaranje pročelja, asimetrija i funkcionalizam u unutrašnjosti obilježja su vila poput Ville Thalia (1904.) i Ville Gianna (1904.). Villa Gianna zanimljiva je zbog raskošne lođe s naglašenim vertikalama, motiv koji će biti upotrebljen na vili Münz, te zbog antropomorfnih i zoomorfnih dekorativnih detalja. Slična Villi Gianni jest opatijska Villa Devona u kojoj su secesijske karakteristike predstavljene ostakljenim prodajnim atelijerima u parternoj etaži, „češljanom fasadom“ i produžecima bočnih osi u razini krovišta.
Važno je napomenuti kako hoteli liburnijske rivijere koji su se počeli graditi u historicističkom stilu krajem 19. stoljeća vrlo često dobivaju neostilsku dekoraciju kao što je to vidljivo na Grand hotelu Lovran. Hotel Excelsior-Bristol i Hotel Palace u Lovranu primjer su novog prostornog ustrojstva prepoznatljivog po nizanju lođa, balkona i istupanja velike terase u razini ulaznog dijela orijentiranog prema moru. Sličnu prostornu organizaciju pročelja vidljiva je na zgradi Lječilišta državnih službenika (projekt iz 1897.) u Opatiji, bečkog arhitekta Maxa Fabianija.

## Galerija djela
- Hotel Riviera, Pula
- Villa Munz, Pula
- Pokrajinski ženski licej, današnji Filozofski fakultet, Pula
- Villa Wolff, Pula
- Villa Gianna, Lovran